# فرانس تنگنجل
فرانس تنگنجل (هلندی: Frans Tengnagel;  ‏ ۱ ژانویهٔ ۱۵۷۶ – ۱ ژانویهٔ ۱۶۲۲) نجیب‌زاده و ستاره‌شناس اهل خلدرلاند هلند بود.
او در ۱۵۹۳ از دانشگاه فرنکر فارغ‌التحصیل شد و در فوریه ۱۵۹۵ به رصدخانهٔ تیکو براهه در پراگ، پایتخت امپراتوری مقدس روم رفت و به عنوان دستیار او مشغول به کار شد. در ۱۶۰۱ با دختر براهه به نام لیزبت (به آلمانی: Lisbeth) ازدواج کرد. در زمان همکاری یوهانس کپلر با براهه در مساعی او شریک بود و یادداشتی بر ستاره‌شناسی نوین کپلر نوشت.